# Portrait de Joachim Murat en maréchal de l'Empire
Le Portrait de Joachim Murat en maréchal de l'Empire est un tableau réalisé par le peintre français François Gérard vers 1805. Cette peinture à l'huile sur toile est un portrait en pied de Joachim Murat qui le montre dans la pose du David de Michel-Ange. Classée trésor national en 2015, l'œuvre a intégré les collections du musée de l'Armée, à Paris, en 2017.
Il s'agit de la version princeps d'une multitude de variantes, dont l'une a été réalisée en 1808 et est aujourd'hui conservée dans la salle 54 du musée de Capodimonte, à Naples. Il s'agit d'une réplique d'un tableau commandé pour la galerie Diane du château des Tuileries, qui a ensuite été déplacé au château de Versailles,.